# María Lorenza de los Ríos
María Lorenza de los Ríos y Loyo, marquesa de Fuerte-Híjar (Cádiz, 10 de agosto de 1761 – Madrid, 15 de agosto de 1821), fue una poetisa, dramaturga y salonnière de la Ilustración en España.

## Biografía
Fue heredera de un gran patrimonio que su familia había hecho gracias al comercio. En 1774, se casó con Luis de los Ríos y Velasco, magistrado en la Real Audiencia y Chancillería de Valladolid, que murió en 1786. Poco después, contrajo matrimonio con Germán de Salcedo y Somodevilla (1748-1810), que fue nombrado marqués de Fuerte-Híjar en 1788. En 1793, estableció en Valladolid la Junta de Damas agregada a la Sociedad Económica que había fundado su esposo. Radicados ya en Madrid el marqués de Fuerte-Hijar fue miembro del Consejo de Castilla y subdelegado general de Teatros en 1802. 
De los Ríos perteneció a la Junta de Damas de Honor y Mérito de la Real Sociedad Económica Matritense de Amigos del País, ocupando diferentes puestos directivos. Accedió a la presidencia de la citada junta en 1811 estando en ella hasta 1814, y durante ese tiempo elaboró un informe sobre La educación moral de la mujer que trataba de reformular el modelo tradicional. Además dirigió la escuela patriótica de San Martín, se ocupó de la reforma de las cárceles de las mujeres y fue curadora del Montepío de Hilazas, destinado a ofrecer trabajo a las alumnas y familiares de las escuelas patrocinadas por la Junta.
Fue una de las colaboradoras más eficientes de la condesa de Montijo. El salón de los marqueses era frecuentado por la sociedad ilustrada de la época. La anfitriona, conocida por su afición a las letras, organizaba reuniones literarias a la francesa como salonnière y representaciones teatrales en su casa. A ella acudían el famoso actor Isidoro Máiquez, el tenor Manuel García y el dramaturgo Nicasio Alvárez de Cienfuegos, que era protegido de los marqueses. Ella era una mujer culta perteneciente a la élite social y cultural de la España de la época, siendo prototipo de mujer ilustrada, amante del teatro y de la poesía, y contagiada de las ideas de fraternidad social y de humanitarismo importadas de los enciclopedistas franceses.

## Análisis de su obra literaria
Tradujo del francés Vida, obras y proyectos económicos del Conde de Rumford, que publicó en 1801. Este conde, que había organizado una distribución de sopas entre los mendigos, interesaba a los ilustrados españoles. Entre sus creaciones estaba la cocina económica que se popularizó entre las clases populares de Madrid. La Junta de Damas tenía por costumbre elaborar anualmente un «elogio» de la reina que redactaba y pronunciaba una de sus damas. Es en este contexto donde escribió su Elogio, que ella misma leyó ante la reina María Luisa, y que fue impreso en 1798, conservándose algunos ejemplares. En él hay una defensa de los desvalidos frente al lujo y los prejuicios de la moda. Pide a la reina que sea ejemplo de despegue del lujo y que procure mejorar la educación, apoyar la industria y la agricultura.
De los Ríos escribió dos comedias inéditas, La sabia indiscreta y El Eugenio. La sabia indiscreta consta de un solo acto con 952 versos octosílabos. Es una historia de amor entre cuatro personajes, dos hermanas y sus pretendientes. Tiene un estilo humorístico con el que critica el uso de la vana erudición. Intenta conjugar el tono didáctico de la Ilustración con la intención de agradar al público. Su lenguaje es natural y espontáneo. Por su parte, El Eugenio es una comedia en prosa de tres actos con personajes de la aristocracia. No hay datos que constaten su representación pública en la época. En su teatro huye del amor como pasión arrebatada e incontrolada y defiende un amor ecuánime, sabedora de que es la mujer siempre la perdedora y que muchas veces acaba en la muerte pública.

## Obra
Algunas de sus obras están disponibles en dominio público y se puede leer en los siguientes enlaces:
- 1798 – Elogio de la Reyna Nuestra Señora.
- 1800-1830 – El Eugenio.